# Филип Ирапски
Филип Ирапски  (световно име 'Теофил'; 1493.-1537) је руски православни монах и светитељ из 16. века.

## Биографија
Живео је у време великога кнеза Русије Василија Јоановича у Вологодској областић Као млад се замонашио. Био је ученик светог Корнилија Комељског.
Јдно време је служио као јеромонах у Белоозероској области. Касније је живео као усамљени пустињак у Красноборској пустињи.
Основао је и подигао Филип Ирапски Красноборски манастир Свете Тројице на реци Андога.
Умро је 14. новембра 1537. године.